# 中国海上民兵
中國海上民兵（英語：Chinese Maritime Militia），又称为渔政民兵、武裝渔船，是中华人民共和国的海上民兵部队，属于非正规武装力量。它是中国三大海上巡逻力量之一，与中国海警局和中国人民解放军海军并列，但规模相对最小。海上民兵的主要职能是参与中国在南海、东海等主权争议海域的反介入和区域拒止行动，通过运用执法船只与民用渔船，让中国能够采取“灰色地带”战术，在避免直接爆发军事冲突的同时，仍然能推进和维护其海上主权主张。

## 名称
美国军方通常将中国海上民兵称为人民武装力量海上民兵（People's Armed Forces Maritime Militia, PAFMM）。由于其在南海活动时常常没有明确身份识别，有时会被称为小蓝人（little blue men），此称呼由美国海军战争学院的安德鲁·埃里克森（Andrew S. Erickson）提出，用以类比俄罗斯在2014年吞并克里米亚中使用的无标识、非正规武装部队小绿人。

## 历史
中国海上民兵是中国共产党在赢得国共内战后所组建。当时新成立的中华人民共和国政权面临着仍然驻守在台澎金马的国民党军队威胁，因此亟需加强海上防御。为此，中共将“人民战争”的理念被延伸至海上，动员渔民及其他航海从业者组成海上民兵。虽然国民党在执政时期亦曾建立过类似组织，但中共不信任其遗留体系而选择自行重建，并设立国家级的海上民兵指挥机构，以统一各地民兵的管理。这一举措是国民党当年未曾实现的。
1950年代初，随着渔业集体化的推进，水产总局在制度化和强化海上民兵方面发挥了关键作用。水产总局的领导层多为前人民解放军海军高级军官出身，使得海上民兵与海军始终保持紧密联系。此外，海上民兵的形成亦受到苏联“青年学派”军事理论的影响，该理论主张新生社会主义国家应以海防为重，而非远洋投射力量。
1950年代至70年代，海上民兵在国家防御与海上领土主张方面发挥了重要作用。1960至70年代间，人民解放军海军分别在青岛、上海和广州三大舰队总部附近设立了海上民兵学校。前期海上民兵的活动范围主要局限于近海及周边水域，然而到70年代后期，随着职能的演变，海上民兵逐渐成为中国主权宣示的重要力量，并与周边国家在南海等地的摩擦日益频繁。

## 作战行动

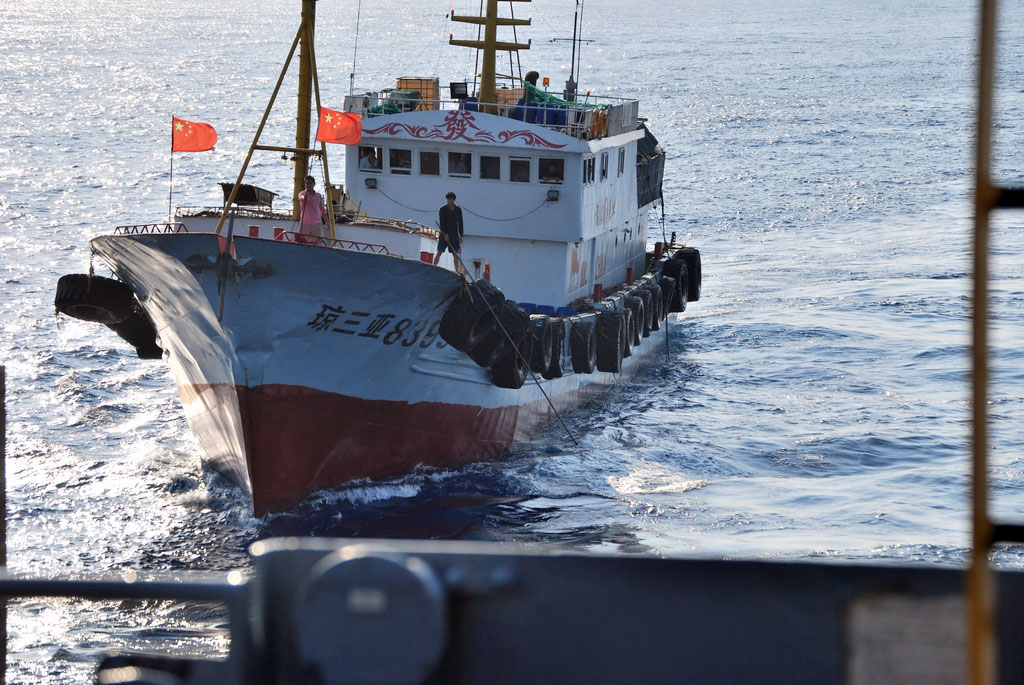
2009年3月8日，一艘在国际海域的中国拖网渔船试图使用抓钩勾住美国海军“无瑕号”测量船的声呐阵列

在1974年的西沙海战中，海上民兵为中国部队提供了关键的两栖运输支援，有效减缓了南越军队的行动。同年在保钓运动中，中国海上民兵亦在宣示钓鱼岛及其附属岛屿领土主张方面发挥了重要角色。
进入21世纪后，中国海上民兵的行动愈发具有进攻性，其中包括直接干扰美国海军舰艇航行。原本处于缩减趋势的中国渔政部队，自2008年起因专项经费投入而出现扩张。这一扩张不仅增强了民兵力量，同时也增加了非法、瞒报及无管制捕鱼活动。
2019年，美国曾就中国海警与海上民兵的激进行为及不安全操作向中方提出正式警告。在多起南海冲突事件中，海上民兵被指为幕后推手，其中包括利用高功率激光照射飞机驾驶舱的行为，如2019年发生的一宗针对澳大利亚皇家海军直升机的事件，便引起广泛关注。
至2022年，卫星图像显示每日在南海活动的中国民兵船只超过百艘。同年7月数量达到高峰，约有400艘船只部署于该海域。这些船只的行动轨迹与其既往活动模式高度一致。
2025年6月7日，一艘舷号为16838的中国海上民兵船在中业岛附近触礁，并被发现使用拖曳式伞锚横扫珊瑚礁，该操作导致约307平方米的珊瑚严重受损，这是首例在菲律宾控制水域内因中国民兵船以此手段造成生态破坏的记录。此事件引起了外界担忧中国海上民兵在生态敏感区活动所带来的环境风险。
2025年6月20日，菲律宾海岸防卫队证实有50多艘中国海上民兵船只在鲎藤礁附近集结，且不回應菲方的驅離廣播。菲律宾派遣警卫队船只和侦察机监视。
2025年8月11日，中国海警3104号“南域”艦与中国人民解放军海军164号“桂林”舰，在黄岩岛附近海域追逐菲律宾海岸警卫队巡逻舰时不慎高速相撞，有中国海警因此落海。事故后有多艘海上民兵船隻在淺灘以東15至25海里處參與搜救行動。

## 结构与特征
中国海上民兵由两类船只组成，一类是专门建造的「海上民兵渔船」（Maritime Militia Fishing Vessels, MMFV），另一类是被称为「南沙骨干渔船」（Spratly Backbone Fishing Vessels, SBFV）的普通渔船，这些渔船通过中央政府的各类补贴项目而招募入役。大多数船只长度在45至65米之间。舰队中绝大部分船只由个人而非政府直接拥有。这意味着海上民兵这一庞大的武装群众组织，主要是由渔民等平民构成，他们一方面仍从事日常的海洋经济活动，另一方面又承担着民兵职能。尽管海上民兵在组织上独立于中国海警局和中国人民解放军海军，但民兵训练则由二者共同负责。目前，海上民兵的主要活动基地集中在广东省和海南省的十个港口。

### 能力
在行动中，海上民兵既使用租赁的普通渔船，也使用专门建造的任务船。虽然其是中华人民共和国武装力量的一部分，但截至2018年大多数海上民兵船只都未配备常规武器。其常见手段多局限于危险航行操作，偶尔会采取撞击或贴靠等方式来干扰对方。大多数船只都配备了导航和通信设备，其中部分还携带轻武器。部分专业化的民兵船只配有大型高压水炮，偶有个别部队甚至装备了水雷和防空武器。
民兵部队的通信系统不仅用于保持联络，还可在情报收集方面发挥作用。通常渔民会使用自有船只参与民兵行动，但也存在专门的核心民兵编队，他们操作的船只并非为捕鱼而建，而是专为执行民兵任务设计。这类船只往往配备大功率水炮和加固船艏以便于撞击。随着通信设备和指挥系统的不断升级，中国民兵船只的指挥、控制与协同作战能力也显著增强。虽然新装备和系统化训练提高了民兵的专业化水平，但另一方面民兵船只的高度专业化和复杂机动，使其更容易被辨识为政府支持的行动者，削弱其“灰色地带”力量的模糊性，也可能在海上对峙中增添威慑效果，从而增加了与外国军队意外升级军事冲突的风险。

## 任务
中国将庞大的渔船队伍视为海上力量的重要组成部分，是推进其在争议海域主权的重要工具。海上民兵在中国的争端战略中承担三项主要任务，也被称为“海洋维权”。一是介入岛礁等地物主权争端，二是介入有关海域管辖权范围争端，三是对外国活动进行管控，尤其是针对外国军舰在中国声称拥有管辖权水域内的军事行动。前两项任务主要针对日本、越南、菲律宾、中华民国、马来西亚、汶莱、印尼等周边国家，而第三项任务则主要针对美国的“航行自由行动”（Freedom of Navigation Operations, FONOPs）。根据美国国会研究处的报告，在中国宣示海洋主权行动中，海上民兵和海警的部署频率高于解放军海军。

## 灰色地带战术

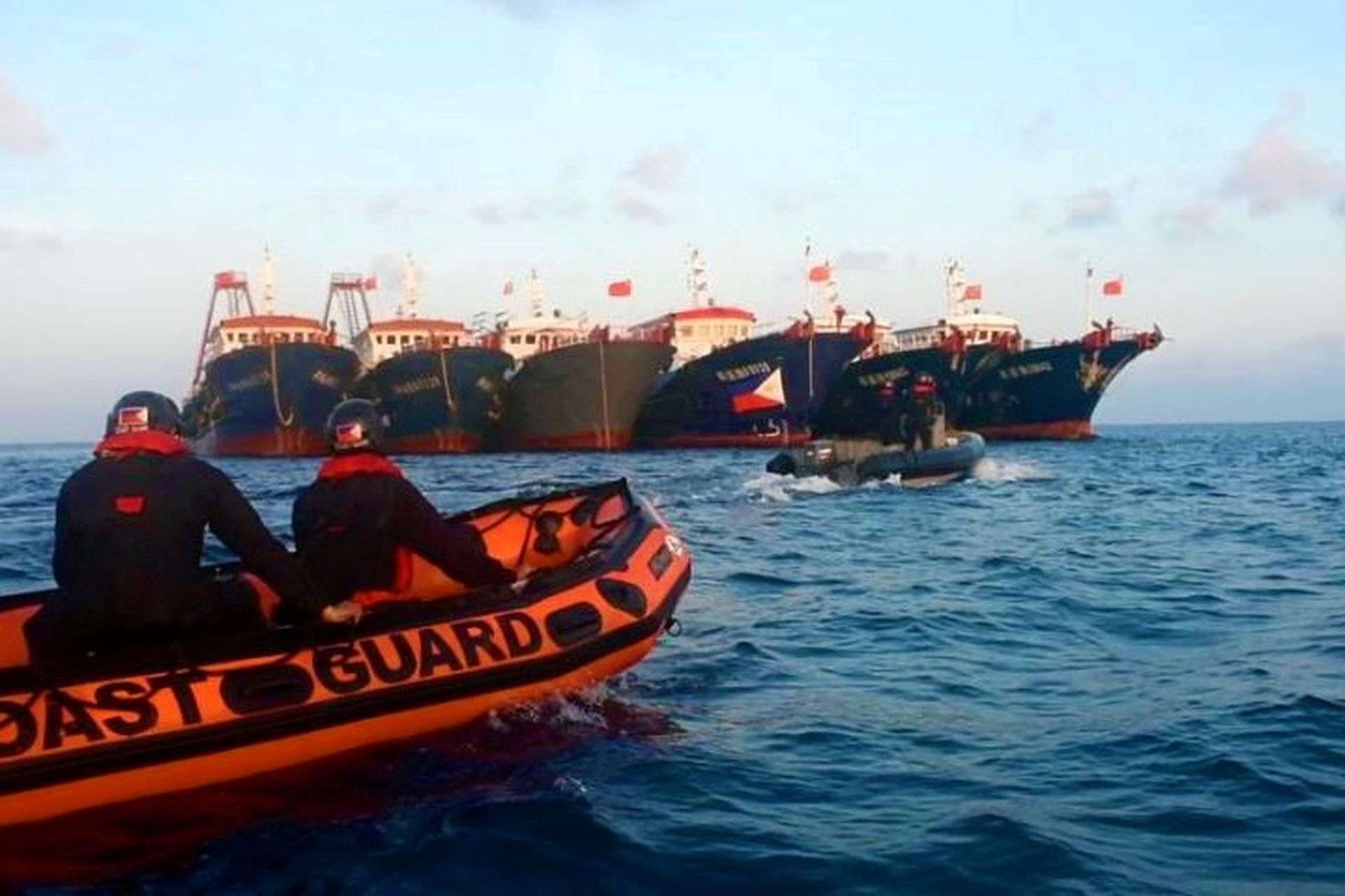
2021年4月13日，菲律宾海岸警卫队在牛轭礁与中国海上民兵船对峙

多篇学术期刊与媒体报道指出，中国海上民兵在西太平洋的活动范围不断扩大，越来越多地参与反介入和区域拒止任务，这种方式称作“灰色地带战术”。通过使用执法船和渔船，而非传统海军力量，中国得以在“灰色地带”采取行动，在避免直接爆发军事冲突的同时，依然能够有效推进其海洋主权主张。由于海上民兵由平民组成，这种安排使中国能够利用法律上的模糊地位和外交上的不确定性，从中获得战略优势。
台湾国防安全研究院的研究指出，中国的海上民兵是其“灰色地带”战术的重要组成部分。这类战术旨在对周边国家施压与制造冲突，但又不至于跨越进入常规战争的门槛。海上民兵之所以特别适合作为“灰色地带”力量，是因为中国当局可以根据具体需要，选择否认或承认其与政府的关系。例如中国可以派遣民兵在争议海域骚扰外国船只，同时对外宣称这些船只与政府无关，从而避免局势升级。但一旦民兵成员在与外国船只的对峙中受伤，中国政府又可以宣称需要保护本国平民，并借此激发国内民族主义情绪，以在危机中提高自身的谈判筹码。
学术界普遍将以下事件视为“灰色地带战术”的典型案例，包括2009年骚扰美国海军“无瑕号”研究船事件、2010年钓鱼岛相撞事件、2012年黄岩岛对峙事件、2014年海洋石油981钻井平台对峙事件、2016年纳土纳群岛渔船事件，以及2021年牛轭礁事件。

## 管控
海上民兵常被要求在特定海域开展活动，并在必要时为军队提供支援。海上民兵的经费来源主要依靠政府各类补贴，其中部分人员则通过国企领取全职薪资。不过海上民兵的指挥与协调机制并不明确，对渔民的实际控制也相对有限。由于大多数民兵成员本身即为渔民，他们在执行任务的同时往往会追求自身利益，而这些利益有时与政府意图相背离。例如一些民兵在争议海域捕捞受保护的濒危物种，违背了中央政府的规定。
此外，粮食安全和经济利益等因素也常驱使海上民兵越过中国专属经济区从事捕鱼作业，这在一定程度上与中国管辖海域普遍存在的污染问题及渔业资源枯竭有关。因此，尽管海上民兵在“灰色地带”行动中发挥重要作用，但仍无法将其视作一支能够被中央政府系统化运用的正规武装部队。